# Jure Grando
Jure Grando Alilović ali Giure Grando (1579–1656) je bil vaščan iz Istre (danes Hrvaška), ki je bil morda prva resnična oseba, ki je bila v zgodovinskih zapisih opisana kot vampir. Imenovali so ga kot strigoj, štrigon ali štrigun, po lokalni besedi za nekaj, kar spominja na vampirja in čarovnika.

## Zgodovina
Jure Grando je živel v Kringi, mestecu v notranjosti istrskega polotoka blizu Tinjana. Leta 1656 je umrl zaradi bolezni, po legendi pa se je ponoči vračal iz groba kot vampir (štrigon) in teroriziral svojo vas do leta 1672. Ana in Nikola Alilović, hči in sin, sta že kot mlada pobegnila iz Istre v Volterro v Italiji.
Beseda strigon v beneščini, ki jo običajno govorijo v Istri, je pravzaprav popačenka za 'čarovnik'; italijanska ustreznica je stregone.

## Legenda
Legenda pripoveduje, da je Jure 16 let po smrti ponoči vstajal iz groba in teroriziral vas. Vaški duhovnik Giorgio, ki je Jureta tudi pokopal, je ugotovil, da ko ponoči nekdo potrka na vrata vaških hiš, bo nekdo iz te hiše v naslednjih dneh umrl.
Jure se je v spalnici prikazal tudi svoji prestrašeni vdovi, ki je truplo opisala, kot smejoče in zadihano, nato pa naj bi jo Jure spolno napadel. Ko se je oče Giorgio na koncu srečal iz oči v oči z vampirjem, je iztegnil pred seboj križ in zavpil: »Glej, Jezus Kristus, ti vampir! Nehajte nas mučiti!«
Najpogumnejši vaščani so na čelu s županom Miho Radetićem  lovili in poskušali ubiti vampirja tako, da bi mu z glogovo palico prebodli srce, a jim ni uspelo, ker se jim je palica od prsi kar odbila. Neke noči je šlo na pokopališče devet ljudi, ki so nosili svetilke, križ in glogovo palico. Izkopali so Juretovo krsto in našli odlično ohranjeno truplo z nasmehom na obrazu. Pater Giorgio je rekel: »Glej, štrigon, tu je Jezus Kristus, ki nas je rešil iz pekla in umrl za nas. In ti, štrigon, ne boš imel miru!« Nato so mu poskušali znova preluknjati srce, a palica ni mogla prodreti v njegovo oprsje.
Po nekaj eksorcističnih molitvah je Stipan Milašić (eden od vaščanov) vzel žago in truplu odžagal glavo. Takoj, ko mu je žaga raztrgala kožo, je vampir zavpil in iz rane je začela teči kri. Po ljudskem izročilu se je po Juretovem obglavljenju končno vrnil mir.

## Spisi
O življenju in posmrtnem življenju Jureta Granda Alilovića je v svojem obsežnem delu Slava vojvodine Kranjske pisal kranjski znanstvenik Janez Vajkard Valvasor, ki je med svojimi potovanji obiskal Kringo. To je bil prvi pisni dokument o vampirjih. Grando je bil omenjen tudi v spisih Erasmusa Franciscija in Johanna Josepha von Goerresa (La mystique divine, naturelle, et diabolique, Pariz, 1855), katerih zgodba je bila veliko bolj dodelana, polna fantastičnih podrobnosti, da je bila zgodba bolj zanimiva in senzacionalna. V sodobnem času je hrvaški pisatelj Boris Perić raziskal legendo in o njej napisal knjigo (Vampir).

## Sodobni časi
Danes je Kringa sprejela zgodbo Jureta Granda Alilovića in odprla vampirski bar, katerega namen je privabiti turiste v mesto. Gimnazija Jurja Dobrile v Pazinu je po Valvasorjevem spisu ustvarila kratki film z naslovom Vampir Moga zavičaja.
Ljudsko izročilo, povezano s štrigunom, so pred kratkim dokumentirali in preučili številni znanstveniki na Univerzi v Zagrebu.